# 1783年の相撲
1783年の相撲（1783ねんのすもう）は、1783年の相撲関係のできごとについて述べる。

## 興行
- 3月場所（江戸相撲）[1]
  - 興行場所:深草八幡宮境内
  - 4月29日（旧3月28日）より晴天10日間興行
- 9月場所（大坂相撲）[2]
  - 興行場所:新地
  - 10月4日（旧9月9日）より興行
- 9月場所（京都相撲）[3]
  - 興行場所:二条川東
  - 10月24日（旧9月29日）より晴天10日間興行
- 11月場所（江戸相撲）[3]
  - 興行場所:本所回向院
  - 11月27日（旧11月4日）より晴天10日間興行